# Das Wunder in der 8. Straße
Das Wunder in der 8. Straße (englischer Originaltitel: *batteries not included) ist ein US-amerikanischer Science-Fiction-Film von Regisseur Matthew Robbins aus dem Jahre 1987. Executive Producer war unter anderem Steven Spielberg. In den deutschen Kinos lief der Film am 30. Juni 1988 an.

## Handlung
Die Mieter und Bewohner eines alten Hauses in New York sollen mit Geld zum Auszug bewegt werden, was diese aber ablehnen. Der Immobilienhai bzw. Grundstücksspekulant Lacey möchte das letzte noch stehende Haus im Altstadtteilviertel abreißen, um die ganze Fläche neu mit einem modernen Wohnzentrum zu bebauen. Um die Bewohner zum Auszug zu zwingen, schickt Laceys Beauftragter Kovacs Schläger, welche von Carlos angeführt werden. Im Haus wohnen nur noch das alte Ehepaar Faye und Frank Riley, das im Erdgeschoss ein Café betreibt, der ehemalige Boxer Harry Noble, die schwangere Mexikanerin Marisa Esteval und der Kunstmaler Mason Baylor.
Carlos verwüstet mit einem Baseballschläger die Einrichtung von Frank Rileys Betrieb, aber über Nacht können zwei kleine fliegende Untertassen alles wieder in die ursprüngliche Form versetzen. Das Untertassenpaar bezieht in einem Verschlag auf dem Dach Quartier, in das sie viele metallene und elektrische Geräte der Bewohner bringen. Die Untertassen schüchtern Carlos bei einem erneuten Besuch ein. Sie haben Sex und kurz darauf bringt die weibliche Untertasse dreifachen Nachwuchs zur Welt. Ein Untertassenkind ist eine Totgeburt, Harry nimmt es an sich und es erwacht nach seinen Reparaturversuchen tatsächlich zum Leben. Die Untertassen helfen in der Restaurantküche, Mason und Marisa kommen sich näher.
Carlos demoliert mit einem Beil die Strom- und Wasserversorgung im Keller und auch die männliche Untertasse, als sie ihn aufspürt. Harry wirft Carlos hinaus, die weibliche Untertasse repariert ihren Partner, der Untertassennachwuchs flüchtet jedoch nach draußen. Die Bewohner außer Mrs. Riley suchen und finden ihn, das Elternpaar fliegt mit ihm wieder zu seinem Planeten. Ein Beauftragter von Lacey nutzt die Abwesenheit der Bewohner zur Brandstiftung im Haus, Carlos kann die verwirrte Mrs. Riley aus dem Haus retten. Das Haus brennt ab, Harry bleibt vor dem Haus sitzen und verhindert damit am nächsten Tag den vollständigen Abriss. In der folgenden Nacht kommen die Untertassen mit vielen weiteren zurück, aus der Ruine entsteht das Haus in dem Glanz, den es zu seiner Erbauung hatte. Es kann nun denkmalgeschützt werden, Lacey muss sich geschlagen geben.

## Kritik
- Lexikon des internationalen Films: „Spannende und witzige Märchenkomödie, die ihre optimistische Botschaft mit der allerneuesten Tricktechnik des amerikanischen Unterhaltungskinos kombiniert und ein erfreuliches Wiedersehen mit den alten Hollywood-Stars Hume Cronyn und Jessica Tandy bietet.“[1]
- Cinema: „[…]. Die hervorragenden Spezialeffekte und eine Reihe gelungener Gags retten Das Wunder der 8. Straße allerdings vor dem Absturz ins Trivial-Melodram und machen den Film letztendlich zu einem amüsanten kleinen Märchen für Kinder […].“

## Hintergrund
Die Geschichte vom „Wunder der 8. Straße“ war ursprünglich für eine Episode der Serie Unglaubliche Geschichten (Amazing Stories) vorgesehen. Steven Spielberg, Produzent der Serie, entschied sich aber dafür, einen Kinofilm daraus zu machen. Der Film spielte in den Kinos weltweit rund 65 Millionen US-Dollar ein, davon rund 33 Millionen US-Dollar in den USA. Hume Cronyn und Jessica Tandy, die in dem Film ein Ehepaar darstellen, waren auch im wirklichen Leben verheiratet.
Der Originaltitel *batteries not included stammt aus einem Werbespot-Jingle. Der von Frank McRae dargestellte Harry Noble spricht im Film nur wenige Sätze, diese aber immer als Werbespot-Jingles. Die hervorragenden Spezialeffekte des Films wurden von Industrial Light & Magic geschaffen.

## Auszeichnungen
Jessica Tandy gewann 1988 für ihre Rolle in dem Film den Saturn Award als beste Schauspielerin. Der Film war zudem nominiert in der Kategorie Best Fantasy Film.